# Средець (община)
Средець (болг. Община Средец) — община у Болгарії. Входить до складу Бургаської області. Населення становить 16 034 особи (станом на 1 лютого 2011 р.). Адміністративний центр громади — однойменне місто.